# ロケット発射場および宇宙港の一覧
ロケット発射場および宇宙港の一覧（ロケットはっしゃじょうおよびうちゅうこうのいちらん）は、ロケットの発射場と宇宙港の一覧。

## アメリカ合衆国
- アラスカ州
  - コディアック射場
- カリフォルニア州
  - モハーヴェ宇宙港
  - ヴァンデンバーグ宇宙軍基地（ヴァンデンバーグ）
USSF（アメリカ宇宙軍）
- フロリダ州
  - ケネディ宇宙センター（ケープカナベラル）
NASA（アメリカ航空宇宙局）
  - ケープカナベラル宇宙軍施設（ケープカナベラル）
USSF
  - フロリダ宇宙港
- ネバダ州
  - エリア51
- ニューメキシコ州
  - スペースポート・アメリカ （アップハム）
ニューメキシコ州宇宙港機構
  - ホワイトサンズ・ミサイル実験場
- オクラホマ州
  - オクラホマ宇宙港 （バーンズ・フラット）
- テキサス州
  - コーン射場
  - ジョンソン宇宙センター（ヒューストン）- 訓練・管制施設のみ
NASA
- ヴァージニア州
  - ミッドアトランティック地域宇宙港 (MARS) / ワロップス射場
- ウィスコンシン州
  - シェボイガン宇宙港（シェボイガン）

## 日本
国立施設
- 宇宙航空研究開発機構
  - 種子島宇宙センター（鹿児島県熊毛郡南種子町）
  - 内之浦宇宙空間観測所（鹿児島県肝属郡肝付町）
- 国立極地研究所
  - 昭和基地（南極） - オーロラ現象などを観測する小さなロケットを打ち上げる射場を運用している。

民間・公営施設
- 北海道スペースポート（北海道広尾郡大樹町）
管理：大樹町
運営：SPACE COTAN
- スペースポート紀伊（和歌山県東牟婁郡串本町）
運用：スペースワン
- スペースポートおおいた
計画：大分県
- 下地島空港 - スペースプレーンの離発着専用宇宙港
計画：PDエアロスペース
- 組立式洋上打ち上げ場「Astrocean Nano」
運営：ASTROCEAN
- 組立式洋上打ち上げ場「Astrocean Mini」
計画：ASTROCEAN

過去に使用されたロケット発射場
- 秋田ロケット実験場
- 気象ロケット観測所
- 新島試験場

## ロシア
- カプスチン・ヤール射場
- プレセーツク射場
- スヴォボドヌイ射場
- バイコヌール宇宙基地 / チュラタム射場（カザフスタン共和国（旧ソビエト連邦）チュタラム）

ロシア連邦宇宙局（カザフスタンとロシアの条約により）
- ボストチヌイ宇宙基地 (2015年の初打上を目指し建設中)

## フランス
- ギアナ宇宙センター（フランス領ギアナ・クールー）

アリアンスペース・CNES（フランス国立宇宙センター）・ESA（欧州宇宙機関

## 中国
- 酒泉衛星発射センター / 東風射場（内モンゴル自治区アルシャー盟エジン旗）

CNSA（中国国家航天局）
- 西昌衛星発射センター（四川省西昌）
- 太原衛星発射センター（山西省太原）
- 文昌衛星発射場（海南省文昌、海南島ロケット射場）
- 東方航天港（山東省煙台市、海上発射プラットフォーム母港）

## 大韓民国
- 羅老宇宙センター (全羅南道高興郡外羅老島)

KARI (韓国航空宇宙研究院)

## インド
- サティシュ・ダワン宇宙センター（アンドラ・プラデシュ州）

ISRO（インド宇宙研究機関）
- トゥンバ赤道ロケット打ち上げ基地/ツンバ射場（ケーララ州）

ISRO

## インドネシア
- パームングプーク発射所

LAPAN（インドネシア国立航空宇宙研究所）

## イタリア
- サン・マルコ・プラットフォーム（ケニア沖合）

現在は使用されていない。

## ブラジル
- アルカンタラ射場（マラニョン州）

INPE（ブラジル国立宇宙研究所）
- バライラ・ド・インフェルノ射場

## オーストラリア
- ウーメラ試験場（サウスオーストラリア州ウーメラ）

CSIRO（オーストラリア連邦科学機関）

## イスラエル
- パルマヒム空軍基地

## ノルウェー
- アンドーヤロケット射場

## スウェーデン
- エスレンジ射場

## ニュージーランド
- ロケット・ラボ第1発射施設（英語版）（ホークス・ベイ地方）
ロケット・ラボ